# Секстии
Се́кстии (лат. Sextii) — древнеримский плебейский род, из выдающихся представителей которого можно выделить следующих персоналий:
- Луций Секстий Латеран (ок. 396[2] — после 366 до н. э.), плебейский трибун, ставший впоследствии первым консулом, происходившим из низов общества. Автор общеизвестных законодательных инициатив, проведённых вместе с коллегой по трибунату Гаем Лицинием Столоном[2];
- (Секстий) Латеран[3][4], участник сражения у Тразименского озера, где погиб[3];
- Гай Секстий Кальвин (ум. после 122 до н. э.), консул 124 года до н. э., проконсул Трансальпийской Галлии в 123 г. За победу над салувиями[5] в 122 году удостоен триумфа. На завоёванных территориях салувиев основал колонию, названную его именем (лат. Aquae Sextiae[1]);
- Гай Секстий Кальвин (ум. после 92 до н. э.), претор около 92 года до н. э., сын предыдущего;
- Публий Секстий[6][7] (ум. после 82 до н. э[8].), претор-десигнат около 90 года до н. э. Обвинён в это же время народным трибуном Титом Юнием в подкупе избирателей (лат. crimen de ambitu) и осуждён[9][10][11];
- Луций (Секстий) Латеран (ум. 48 до н. э[12].), один из участников неудачного заговора против пропретора Дальней Испании Квинта Кассия Лонгина. После покушения был незамедлительно казнён вместе с Луцием Рацилием[12];
- Секстий Назон (ум. после 44 до н. э.), один из убийц Гая Юлия Цезаря[13];
- Тит Секстий (ум. после 40 до н. э.), легат Юлия Цезаря в Галлии на заключительном этапе войны, претор 45 года до н. э., в 44—40 годах до н. э. — наместник Нумидии. По смерти диктатора Секстий стал сторонником триумвиров. Во время своего администрирования он начал междоусобную войну с представителем сенатской «партии» Квинтом Корнифицием и, победив его, подчинил своему управлению всю Африку (до 41 года). После битв под Филиппами Секстий затеял борьбу с новым наместником провинции, Гаем Фуфицием Фангоном, однако, когда в 40 году в Африке с сильным войском появился Марк Эмилий Лепид, Секстий без сопротивления передал ему завоёванную территорию и 4 легиона[1];
- Квинт Секстий (не позже 70 — ум. после 44 до н. э.), последователь стоицизма и пифагореизма, основатель философской школы в Риме[1];
- (Квинт) Секстий Нигер (I в. до н. э.), врач, сын предыдущего;
- Публий Секстий Сцева (I в. до н. э.), наместник Киренаики в 7 или 6 году до н. э.;
- Публий Секстий Липпин Тарквициан (ум. после 14), судебный децемвир по гражданским делам[англ.] (лат. decemvir stlitibus iudicandis) в 13 и квестор в Македонии в следующем году[14];
- Секстий Латеран (II в.), проконсул Африки в 170—171 годах[15], при котором в качестве легата служил некий Луций Рупилий[16][17].